# فاسینت کونته
فاسینت کونته (انگلیسی: Facinet Conte؛ زادهٔ ۲۴ مارس ۲۰۰۵) بازیکن فوتبال اهل گینه است.
وی همچنین در تیم ملی فوتبال گینه بازی کرده است.